# Esfahrūd (ort i Iran)
Esfahrūd (persiska: Espahrūd, اسپهرود, Isfehrūd, Esfī Rūd, Esfeh Rūd, اسفهرود) är en ort i Iran.   Den ligger i provinsen Khorasan, i den östra delen av landet, 800 km öster om huvudstaden Teheran. Esfahrūd ligger 1 741 meter över havet och antalet invånare är 192.
Terrängen runt Esfahrūd är varierad, och sluttar norrut. Runt Esfahrūd är det glesbefolkat, med 12 invånare per kvadratkilometer. Närmaste större samhälle är Bīrjand, 10,3 km nordväst om Esfahrūd. Trakten runt Esfahrūd är ofruktbar med lite eller ingen växtlighet.